# Synode
Et koncil (af latin concĭlĭum møde, sammenkomst, råd, engelsk Council) er en kirkelig forsamling, hvor emner af teologisk og kirkeretslig art diskuteres og bindende aftaler på disse områder indgås. Synode (af græsk sýnodos for "sammenkomst") er et lignende begreb, men hvor koncil som regel bruges om de økumeniske (fælleskirkelige) forsamlinger, bruges synode ofte om mere afgrænsede lokale diskussioner.
Allerede i kristendommens første århundreder samledes repræsentanter fra de forskellige menigheder ved forskellige anledninger for at diskutere emner af fælleskirkelig relevans, således første gang ved det såkaldte apostelmøde beskrevet i ApG 15.

## De økumeniske konciler
Det første økumeniske – dvs. fælleskirkelige – koncil blev afholdt i 325 på foranledning af kejser Konstantin den Store og beskæftigede sig væsentligst med arianismen og fastsættelse af datoen for påskens afholdelse.
Forskellige retninger indenfor kristendommen anerkender forskellige økumeniske konciler. Den romersk-katolske kirkes anerkender en del. De syv første af disse økumeniske konciler og deres vedtag godkendes tillige af de ortodokse kirker. Også Folkekirken bruger betegnelsen "økumeniske konciler" om de syv første, men anser dog ikke koncilernes vedtag for bindende.

## Historiske synoder
- Synoderne i Antioch, 264–269
- Synoderne i Karthago 251, 255, 256, 348, 411, 418, 419, 424
- Synoden i Elvira 305
- Synoden i Ancyra 314 (om zoofili, nedbrudt efter aldersgruppe)
- Første synode i Tyre og Jerusalem 335
- Synoden i Gangra 340
- Synoden i Hippo 393
- Rådet i Seleucia-Ctesiphon 410
- Synoden i Gondishapur 484
- Rådene i Toledo, 400–1583
- Tredje råd i Mâcon 585 (tiende)
- Synoden i Whitby 664
- Synoden i Soissons 744
- kadaversynoden 897
- Synoden i Erfurt 932
- Synoderne i Augsburg 952 & 1062
- Synoden i Ráth Breasail, 1111
- Synoden i Kells, 1152
- Synoden i Cashel 1172
- Synoden i Verona, 1184 (om Valdesere)
- Synoden i Diamper, 1599
- Synoden i Dort 1618–1619
- Synoden i Iași, 1642
- Synoden i Jerusalem, 1672
- Pan-ortodokse råd, 2016